# 菅野さゆき
菅野 さゆき（かんの さゆき、1989年12月17日 - ）は、日本の元AV女優。株式会社フォーティーフォーマネジメント所属

## 人物
- 趣味は映画鑑賞、特技はバスケットボール。
- 胸が大きくなったのは小学校4年の頃から[1]。

## 略歴
2010年3月、アリスJAPANより専属AVデビュー。2011年3月、MOODYZに専属で移籍、MOODYZからリリースの無い月は、OPPAIからリリースがあった。MODDYZの専属が切れた2012年7月以降も、OPPAIからリリースが続いている。2015年、『舞ワイフ 〜セレブ倶楽部〜にて』宮野優にて名義で出演。2017年4月16日、自身のTwitterで引退宣言。

## 作品

### イメージビデオ
- 95J 菅野さゆき （2009年12月18日、日本メディアサプライ）

### 写真集
- 巨乳 SAYUKI（2010年2月24日、双葉社、撮影：細井智耀）ISBN 978-4-575-30196-0

### アダルトビデオ

#### 菅野さゆき名義
- 新人×アリスJAPAN（3月12日 アリスJAPAN）
- ロケットボインいじり（4月9日、アリスJAPAN）
- 爆美乳ウェイトレス （5月14日、アリスJAPAN）
- 着ハメボイン!（6月11日、アリスJAPAN）
- 愛しのボイン妻（7月23日、アリスJAPAN）
- アリスJAPAN専属女優 菅野さゆきの超高級ソープ!（08月27日、アリスJAPAN)
- 爆乳もみもみ痴漢 （09月24日、アリスJAPAN)
- パイズリ射精天国（10月22日、アリスJAPAN）
- セル初ホルスタイン（12月13日、E-BODY）

- Jカップ女教師の舌絡め（1月13日、E-BODY）
- 専属決定!!Jcup95cm4本番4時間SPECIAL（3月1日、MOODYZ）
- ハメ狂い大乱交（4月1日、MOODYZ）
- 凄いパイズリ、凄い挟射（5月1日、MOODYZ）
- アリスピンクファイル あのピンクファイルで魅せる!（5月27日、アリスJAPAN）個人総集編
- 爆乳女教師の勝手に誘惑ノーブラ授業（6月1日、MOODYZ）
- 菅野さゆき×OPPAI×吉村卓×3時間（7月19日、OPPAI）
- クリムゾンガールズ 囚われた女探偵たち（8月1日、MOODYZ）共演:北川瞳、浜崎りお、哀川りん
- W爆乳パイズリSPECIAL240min.（9月13日、MOODYZ）共演:佐山愛
- ノーブラはみ乳の無防備な爆乳人妻（10月19日、OPPAI）
- 理想姉 ぬるぬる濡れ透け美爆乳なインストラクター（11月19日、OPPAI）
- 露出痴女（12月1日、MOODYZ）

- 1日10回射精しても止まらないオーガズムSEX（1月1日、MOODYZ）
- 寸止めパイズリ×淫語セックス（2月1日、MOODYZ）
- 8時間BEST（2月13日、MOODYZ）個人総集編
- 夫に売られた奴隷人妻（3月1日、MOODYZ）
- 菅野さゆきの極上風俗フルコース（4月1日、MOODYZ）
- 真性中出し（5月1日、MOODYZ）
- 95cm＆Jcupの細身BOINナースが優し〜くパイズリで犯す（7月19日、OPPAI）
- 巨乳女子アナ体当たり温泉宿レポート（8月19日、OPPAI）
- いやらしいお姉さんのご奉仕おっぱいエステ（9月19日、OPPAI）
- 全裸巨乳家政婦（10月19日、OPPAI）
- OPPAIぴったりインストラクタースペシャル 極上クビレBOINとエクササイズ4時間（11月19日、OPPAI）共演:さとう遥希、みなせ優夏、Erina
- こんな谷間のパイズリが気持ち良い!! 5シチュエーションALL谷間中出し（12月19日、OPPAI）

- PPBD-061 爆乳ナース8時間 （2013-01-19  OPPAI）
- PPPD-230 95cmJcup オイルでぬるテカおっぱいフルコース 菅野さゆき （2013-03-19 OPPAI）
- OKAE-013 淫乱美熟女！ 全身舐め回し！ 激テク精子狩り！ eXtraデジタルモザイク（2013-05-01	ex）
- MDYD-789 僕だけの巨乳女教師ペット 菅野さゆき（2013-06-13 溜池ゴロー）
- MIAD-625 日焼けあと さゆき（2013-06-13 MOODYZ）
- VEMA-068 友人の妻はドスケベ家庭教師 菅野さゆき（2013-07-01 VENUS）
- SAMA-677 地方発美乳娘 茨城県・水戸編（2013-07-12）
- MDYD-802 美巨乳若妻泡踊り 中出しソープランド 菅野さゆき（2013-07-13 溜池ゴロー）
- BID-045 超絶品完璧BODY全裸カンパニー-男根一本に群がる取締役痴女（2013-07-25 	DELUXE）共演:知花メイサ、北川エリカ、星咲優菜
- SCOP-148 深夜に一人でコンビニで立ち読みしている巨乳女は男を欲してるヤリマン女、巨乳目当てに近づく男達を待っていたかのように即ハメ！ 4（2013-07-26 SCOOP）
- MDB-469 出張！夢のハーレムソープランド（2013-08-09 BAZOOKA）共演:さとう遥希、尾上若葉
- SAMA-683 カラダを売りにするS級素人 さゆき（2013-08-09）
- MDYD-814 熱帯夜 菅野さゆき（2013-08-13 溜池ゴロー）
- MIBD-748 贅沢極上女優を独り占め！！ 逆3P尽くし（2013-08-13 MOODYZ）
- VENU-360 近親［催眠］相姦 僕の催眠術で揉まれまくった母 菅野さゆき（2013-08-19 ヴィーナス）
- JUX-132 夫よりも義父を愛して…。 菅野さゆき（2013-08-25 Madonna）
- MIBD-752 巨乳・結合が目前に迫る迫力アングル100連発！！（2013-09-01 MOODYZ）
- REAL-474 鬼太巨根 北欧からきた50cm砲 菅野さゆき（2013-09-13 REAL（レアルワークス））
- SCOP-164 人妻は旦那に相手をしてもらえなくて欲求不満。夫以外の男にアダルトビデオを見せ、さらに『セックスOK』オーラを分かりやすく出して誘惑する！！ 2（2013-09-27 SCOOP）
- JUFD-312 恥ずかしい失禁 羞恥で溢れだす秘書の泉 菅野さゆき（2013-10-01 Fitch）
- MILD-868 神咲詩織と菅野さゆきのダブルドリーム（2013-10-11 ケイ・エム・プロデュース）
- SAMA-703 ガチ本番！！極上素人ナンパ即挿入！！in井の頭線沿線（2013-10-11	）
- BID-047 発射無制限！M男専用超高級淫語ソープ 爆乳3輪車DELUXE（2013-10-25	DELUXE）
- ZUKO-040 くびれボインの中出し乱交（2013-11-01 ズッコン/バッコン）共演:知花メイサ、北乃ちか、愛実れい
- REAL-486 イカセ鬼フィスト 菅野さゆき（2013-11-08 REAL（レアルワークス））
- REAL-488 ヌキサシバッチリ！ オナニー専用ベストポジション素材集 6 コスプレ編（2013-11-08	REAL（レアルワークス））
- JUX-197 衝撃解禁！！黒人と美熟女 菅野さゆき（2013-11-25 Madonna）
- MILD-881 緊縛令嬢 菅野さゆき（2013-12-13 ケイ・エム・プロデュース ）

- SAMA-752 地方発 美乳娘スーパーBEST 4時間（2014-03-14）
- RKI-356 超性感！ヌキまくり！回春エステマッサージBEST16時間（2014-08-19 ROOKIE）
- VEMA-088 友人の妻はドスケベ家庭教師 総集編 3 4時間（2014-09-19 VENUS）

1. PZD-017 優しいパイズリ 菅野さゆき（2015-01-09 ドリームチケット）
2. BIST-011 Bi STYLE 絶世の究極BODY-ド痴女な女教師Jカップ美爆乳ハレンチ学園- 菅野さゆき（2015-03-25 Bi STYLE）
3. GVG-122 ボイン大好きしょう太くんのHなイタズラ 菅野さゆき （2015-04-02	GLORY QUEST）
4. DVAJ-0032 巨乳爆乳アリスBEST 4時間（2015-04-10 アリスJAPAN）
5. AWPR-003 どM揉み 菅野さゆき（2015-05-02 AUDAZ）
6. GVG-136 真面目過ぎる爆乳家政婦 菅野さゆき（2015-05-07 GLORY QUEST）
7. HAWA-043 「何回イッてもいいですよ」優しすぎる素人奥さんが夫に内緒で童貞筆おろし！（2015-05-09 コスモス映像）
8. DVDES-847 昼下がりの中出し不倫現場を完全生収録！！ 寝取られ願望を持つ旦那が自慢の妻と近所の男子学生を自宅で二人っきりに！旦那の不活発チ●ポよりも血管が浮き出てビンビンに反り返った頑強な青年チ●ポを目の前にしたらお堅い妻は挿入願望を抑えられるのか？ 2 （2015-05-21 ディープス）
9. NHDTA-675 病室のカーテン越しに聞こえてくる隣の奥さんの喘ぎ声を注意すると恥ずかしそうに謝りに来たので押し倒したら拒みつつも全身ビクビクでイキまくった（2015-05-21 ナチュラルハイ）
10. FTN-024 僕の知らない妻を見たくて… 18 （2015-06-19 プレステージ）
11. DANDY-434 「『お客様を興奮させてしまい申し訳ございませんでした』体温を感じるほど無意識に密着寸前の接客で勃起させてしまった真面目CAはヤられても拒めない」VOL.1 （2015-07-09 DANDY）
12. WHX-047 菅野さゆきはそんなの即ON！ぜったい即マンでしょ！すぐにヤれる！！エロスイッチ。本当に『AV女優は素でもクソエロい』を偏見バリバリ徹底検証！（2015-07-10 マックス・エー）
13. OVG-026 着衣してても胸の大きさが隠しきれない女の子たち 3（2015-07-16 GLORY QUEST ）
14. ULT-064 ジム通い女子ナンパ！ ～トレーニング後には良質なタンパク質を！～（2015-07-21 プレステージ ）
15. NHDTA-675 病室のカーテン越しに聞こえてくる隣の奥さんの喘ぎ声を注意すると恥ずかしそうに謝りに来たので押し倒したら拒みつつも全身ビクビクでイキまくった
16. RCT-762 ビーチで近親相姦野球拳＆王様ゲーム 豪華2本立て納涼親子エロ祭りSP（2015-08-06 ROCKET ）
17. RDT-230 河原の物陰で人目を忍んで生着替えする美巨乳女を偶然目撃してしまった僕は…（2015-08-11 プレステージ ）
18. OVG-027 「ナマで入っちゃった！」巨乳デリ嬢のオイル素股でチ●ポをマ●コに擦り付けてたら思わずフル勃起からの生挿入！本番禁止のはずがナマ中出しまで許しちゃったドスケベ巨乳デリ嬢（2015-08-20 Glory Quest）
19. NTR-018 媚薬を盛られ他人棒の虜になった妻 菅野さゆき（2015-08-20 ヒビノ）
20. NHDTA-724 プールで水着を没収され逃げられない所を下半身露出で辱められ抵抗できない言いなり巨乳女（2015-09-24 ナチュラルハイ）
21. SW-359 近所のママ友たちのパンチラ＆パイチラで僕の思春期チ○コカッチカチ！6人のマ○コにもて遊ばれて精子が溜まるヒマもありまっしぇ～ん！！（2015-10-08 SWITCH）
22. T-28423 巨乳CA 菅野さゆき（2015-10-09 TMA）
23. KIL-086 クリーニングの宅配にやってきた宅配女子に全裸チ◎ポで対応したら恥じらいながらも興奮しまくって…（2015-10-01 ACE KILLER）
24. KIL-087 汗だく美人マッサージ師が濡れ透けで密着こすりつけ施術してきたので身体を弄ったらマ◎コはグチョ濡れ！逆に俺がヌルテカ施術してやったw（2015-11-02 ACE KILLER）
25. KIL-088 近所のドM奥さんが欲求不満気味なので、強制イラマ責めしてやるとえずき汁垂らして悦ぶので…（2015-11-02 ACE KILLER）
26. KIL-089 ゴミ出し中の無防備ノーブラ奥さんの胸チラ・ハミ乳・パイむぎゅに悩殺されフル勃起してしまい…（2015-11-02 ACE KILLER）

#### 宮野優名義
- Mywife-564 宮野優 初會篇 （2015-03-22 舞ワイフ 〜セレブ倶楽部〜）
- Mywife-564_2 宮野優 再會篇（2015-05-25 舞ワイフ 〜セレブ倶楽部〜）
- Mywife-576 宮野優 温泉篇（2015-05-30 舞ワイフ 〜セレブ倶楽部〜）
- ARSO-15075舞ワイフ 〜セレブ倶楽部〜 75 宮野優 （2015-06-18 舞ワイフ 〜セレブ倶楽部〜）

### テレビ
- IJP イジュウインパーク